# Centre national de vol à voile (Belgique)
 (mars 2016).
Le Centre national de vol à voile est un club belge de vol à voile basé à l'aérodrome de Saint-Hubert dans la province du Luxembourg. En plus de former des élèves pilotes, le CNVV est régulièrement l’organisateur du Championnat de Belgique de vol à voile. 

## Présentation

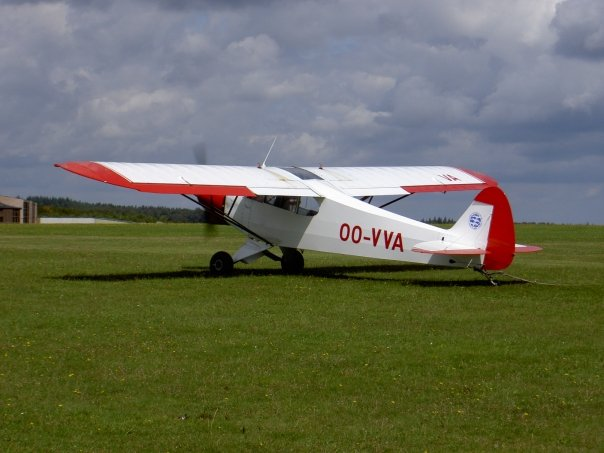
Avion remorqueur du CNVV prêt à décoller

Il s'agit de l'un des neuf clubs de vol à voile en Belgique francophone. Le CNVV était auparavant basé à Temploux, près de Namur, avant de déménager à Saint-Hubert en 1960.

## Matériel volant
Le club dispose actuellement des planeurs suivants : 
- 4 ASK-13 (OO-ZKO, OO-ZKN, OO-YKR & OO-YKP)
- 4 K8-B (OO-ZKB, OO-ZAQ, OO-ZXI & OO-ZON)
- 2 ASK-21 (OO-ZXM & OO-ZXK)
- 1 LS1 (OO-ZBY)
- 1 LS4 (OO-ZZS)
- 2 ASK-23 (OO-ZKY & OO-ZKC)

Ces planeurs sont remorqués par deux avions :
- 2 Piper Cub (OO-VVA & OO-VVG)
- 2 Piper Pawnee (OO-VOV & OO-PAW)

Trois motoplaneurs Falke SF25b (OO-MVA, OO-MVC & OO-MVF)